# 石首市
石首市位于中华人民共和国湖北省南部、长江流贯，是地级荆州市代管的一个县级市。市人民政府驻绣林街道南岳山大道81号。
石首市辖2个街道、11个镇、1个乡，一个省管开发区。

## 地理
石首位于东经112°13′-112°48′，北纬29°30′-29°57′。南邻湖南南县、安乡、华容、北抵江陵、东靠监利、西接公安。
石首分江南、江北两大块。属平原，兼有山岗。江南为高亢平原，中间以平地为主，江北为平原。整个地势略呈西北高、中间低、向西南倾斜，地面海拔一般在31米—36米之间。东有桃花山，中部有列货山、主峰高626米，西南有六湖山，属武陵山余脉。境内河湖密布，河网、湖泊、洼地密集交错，堤垸较多。长江由西向东蜿蜒而过，有九曲回肠之称。

## 历史
石首历史悠久，是楚文化的发祥地之一。汉属华容县地。西晋太康五年（公元284年）置石首县，因“有石孤立”于城区江边、以石为首而得名。据《读史方舆纪要》载：“自竟陵南至大江、并无岗陵之阻，渡江至石首，始有浅山，石首者，石自此而首也”。
古代大诗人杜甫、陆游、黄庭坚等慕名来游，在此撰写了许多流芳百世的诗文。远在三国鼎立之时，刘备、孙权在此联谊抗曹。元末至清代，先后有农民郑肖庄，徐兴元、丁大旺等聚从起义，土地革命时期，周逸群、贺龙来石首唤起农民革命，石首一度成为洪湖苏区的中心所在。
1943年被日本佔領。抗日战线时期，石首是共产党领导的抗日根据地石(首)公(安)华(容) 县委和行政委员会驻地。第二次国共内战时期，石首是中共江(陵)监(利)石(首)县委、县政府、武装指挥部的前哨阵地。1949年7月28日石首解放。
日本投降後光復。1949年属沔阳专区，1951年属荆州专区。1955年析县境西北部分地另置荆江县。1970年属荆州地区。1986年5月27日，国务院批准撤销石首县，设立石首市（县级）。
1984年石首被湖北省列为全省9个综合改革试点县市之一。1988年被列为全国对外开放城市。

## 行政区划
石首市下辖2个街道办事处、11个镇、1个乡：
绣林街道、笔架山街道、新厂镇、横沟市镇、大垸镇、小河口镇、桃花山镇、调关镇、东升镇、高基庙镇、南口镇、高陵镇、团山寺镇、久合垸乡和天鹅洲开发区。

## 人口
石首市1997年总人口数为63.73万人。出生率为11.5‰，死亡率为4.1‰，自然增长率为7.4‰。汉族人口63.62万人，占总人口数的 99.83%；少数民族人口0.11万人，占总人口数的0.17%。农业人口49.26万人，非农业人口14.47万人。男性人口32.93万人，女性人口30.80万人。 人口密度为每平方公里447人。
根据最近2010年六次人口普查数据：总人口67万人，常驻人口577022人，常年在外的流动人口近十万人。
根据第七次人口普查数据，截至2020年11月1日零时，石首市常住人口为473707人。

## 文化

### 方言
石首话，通用语言为石首话，和西南官话中的湖南常德话和邻近的公安话有相似，也有很多不同的地方，另有少部人讲湖南话，普通话只会在学校上课和与不会讲石首话的人沟通时才使用。

## 交通

### 公路
1997年，市公路干线有石石、藕团、公石、秦黄等共4条。客运周转量5.55亿人公里，客运量1890万人，货物周转量12.67亿吨公里，货运量 1237万吨，其中，公路客运量为1890万人公里，货运量为1237万吨。
石首境内的公路与京珠 、宜黄高速公路及 107国道、 207国道、 318国道国道均不到一小时车程 ，与荆东高速公路不足20公里 ， 岳宜高速公路横贯全境。距武汉280公里，只需180分钟车程；离长沙260公里，只需160分钟车程；与荆州、岳阳、常德三座中等城市相距100公里左右，只需100分钟车程。
- 234国道过境。

### 水路
长江横贯石首全境，港口可停靠3000吨级货船，年吞吐能力500万吨。

## 资源

### 矿产
截止到1997年底，石首已探明储量的矿产11种，矿产地2处，已探明的主要矿产有石英石、石英砂、独居石、花岗岩、钾长石、方解石、云母、铜、铅、锌、磷等，位居全省前五名的有花岗岩矿产， 主要矿产探明的储量：花岗岩14亿吨，独居石1145吨，铜836吨，铅566吨，锌292吨。

## 旅游
江北46万亩天鹅洲湿地是我国长江中下游保存最完美、最具独特性的故道湿地，也是我国最具湿地生物多样性和野生动物保护最具优势的地域之一，建有麋鹿和白鳍豚两个国家级自然保护区，区内野生繁衍的1000多头麋鹿成为世人瞩目的独特风景，被评为“中国优秀旅游目的地”，并列入“中国重要湿地名录”，成为湖北省十二大特色精品旅游景区之一，2006年6月12日被国家林业部授予 “中国麋鹿之乡”称号。
东南绵延45里的桃花山，雄倚长江南岸，横跨湘鄂两省，是洞庭湖平原与江汉平原交汇处的唯一山脉，2009年，被授予“省级风景名胜区”。其自然风光的清新秀丽、山水相连的天然神韵、苍松翠柏的古朴虬劲、小桥流水的浑然诗意以及“荆楚第一竹乡”的风土人情和“红色革命”历史的文化底蕴，使石首桃花山的风景区成为鄂南大地一个具有独特韵昧的休闲旅游度假胜地。

### 饭店
- 石首市国际大酒店
- 石首市楚源大酒店
- 石首市天鹅酒店
- 石首市鑫港大酒店
- 石首市军豪宾馆
- 石首市中山商务宾馆
- 石首市文轩大酒店
- 石首市京都酒店

石首帝豪酒店

## 经济

### 工业
1997年，石首共有工业企业单位(乡及乡以上独立核算工业企业)230个，职工人数3.64万人，其中国有大中型企业11个，职工人数0.83万人。全市工业完成工业总产值(不变价格)58.14亿元，增长21.8%，完成工业增加值(当年价格)24.61亿元，增长20.4%。按轻重工业分，轻工业完成产值31.39亿元，完成增加值13.29亿元，分别增长19.6%和19.5%；重工业完成产值26.75亿元，完成增加值11.32亿元，分别增长20.4%和20.3%。按经济类型分，国有工业完成产值16.47亿元，增长8.4%；集体工业完成产值14.98亿元，增长20.6%，其中乡办工业完成产值11.17亿元，下降25.8%； 其他经济类型工业完成产值26.69亿元，增长29.6%。国有工业企业销售收入11.56亿元，实现利税0.28亿元，盈利企业利润总额632万元；亏损企业9个，亏损总额687万元。
石首市的工业主要包括机械、汽配、纺织、建材、冶金、化工、 轻工、电子、食品等行业，其中冶金、机械、电子行业是我市工业的支柱产业，主要产品有钢材、汽车配件、水泵、机械工具、扎钢、光纤光缆、频率片、 人造水晶、精细化工、农用化工、磷肥、棉纺、麻袋、地毯、童装、彩印、曲酒、水泥、防水材料、人造地板。
中型企业有水泵厂、麻纺厂、钢厂、汽配二厂、磷肥厂、金属支柱厂、制动阀厂、汽车车身厂、地毯厂、无线电器材厂、石英地板厂。
石首有两家大型企业，分别是楚源化工集团和吉象木业石首分厂。其中聞名全国的楚源化工集团以污染引人注目。

### 农业
石首市以建设林业强市和水产、畜牧、粮食、油菜大市为目标，重点建设了35万亩优质稻、15万亩优质棉、35万亩“双低油菜”、32万亩速生丰产林、10万亩蔬菜、16万亩无公害水产、35万头优质生猪、年出笼600万只家禽等特色农业板块基地，培植了笔架鱼肚、清水荻笋、东升西瓜、桃花山鸡蛋等无公害农产品、绿色食品、有机农产品71个。
石首市大力推进农业产业化经营，相继建立了江北农产品加工园、东升林产品加工园，农业产业化龙头企业发展到26家，其中国家级1家、省级5家，农民专业合作社发展到69个。

## 特产

### 笔架鱼肚
笔架鱼肚，是石首驰名中外的特产之一，为水产稀有珍品。全国唯独在九曲回肠的长江石首江段盛产一种名贵淡水鱼 --- 长吻鮠。其腹中的鳔，个大质厚，纯白鲜嫩，内显山影，型似笔架，故称 “笔架鱼肚”。其内含丰富的蛋白质，鲜美可口，营养丰富。
早在宋代以前，笔架鱼肚便名闻遐迩，明洪武丁卯年间（1387 年）就被列为朝中贡品。建国后作为珍品宴请国宾。1985年“绣林笔架”牌鱼肚及其加工产品，在亚太地区博览会上获银奖；2000年在湖北省农业博览会上被评为“湖北省名牌产品”；2001年，在北京国际农业博览会上被评“中国名牌产品”　　

## 参看
- 石首事件